# Grand Prix automobile d'Interlagos
Le Grand Prix automobile d'Interlagos est une course automobile créée en 1947 et disparue en 1952. Elle se déroulait sur le circuit d'Interlagos.

## Palmarès
| Année     | Vainqueur          | Voiture    | Circuit    | Résultats |
| --------- | ------------------ | ---------- | ---------- | --------- |
| 1947      | Achille Varzi      | Alfa Romeo | Interlagos | Résultats |
| 1948      | Chico Landi        | Alfa Romeo | Interlagos | Résultats |
| 1949      | Luigi Villoresi    | Maserati   | Interlagos | Résultats |
| 1950-1951 | Non couru          | Non couru  | Non couru  | Non couru |
| 1952      | Juan Manuel Fangio | Ferrari    | Interlagos | Résultats |